# Мост на Маркет-стрит (Чаттануга)
Мост на Маркет-стрит (также известен как Мост Джона Росса) — разводной мост через реку Теннесси в городе Чаттануга (штат Теннесси, США).

## Сведения

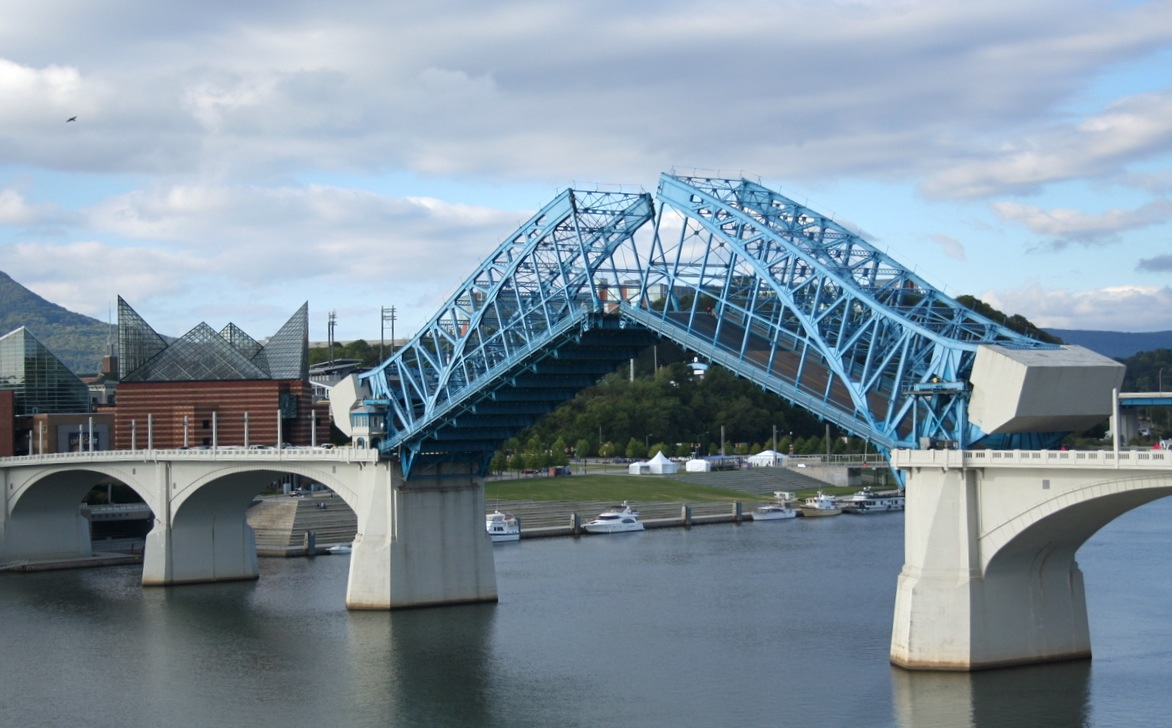
Мост в разведённом состоянии

Мост на Маркет-стрит пересекает реку Теннесси между центром города Чаттануга и его северным районом. Мост является частью Маркет-стрит, которая ранее была частью Трассы 127. Он был назван в честь вождя чероки Джона Росса. Мост был сооружен в 1917 году и его стоимость составила 1 миллион долларов. В середине 1970-х годов основной ход трассы 127 был перемещен на несколько миль севернее на новый мост.
Мост построен из бетонных арочных пролетов, идущих с двух берегов. Центральный пролет представляет собой стальную ферму с двухскоростным механизмом подъема. На момент завершения строительства моста в 1917 году 300-футовый (91 м) основной пролет был самым длинным подъемным пролетом в мире. Изначально, помимо автомобильного движения, было и трамвайное, но следование трамваев через мост прекратилось в 1930-х годах. Мост был официально переименован в Мост вождя Джона Росса в 1950 году.
Выше по течению реки расположен мост на Уолнат-стрит, а ниже по течению мост Олджиати.
Мост был закрыт в 2005 году для ремонта, и был вновь открыт 4 августа 2007 года. Реконструкция была произведена с опережением графика на месяц.
Мост был внесен в Национальный реестр исторических мест США 20 декабря 2010 года.
Четыре раза в год мост закрывают для краткого осмотра, чтобы проверить его шарнирные механизмы разводных пролетов, как предписано в требованиях Береговой охраны США.